# NGC 5328
NGC 5328 في الفهرس العام الجديد، هي مجرة، تقع في كوكبة الشجاع. اكتشفت في 5 مايو 1793 بواسطة ويليام هيرشل.

## روابط خارجية
- NGC 5328 على موقع ويكي سكاي: DSS2, SDSS, GALEX, IRAS, Hydrogen α, X-Ray, Astrophoto, Sky Map, Articles and images